# Pisania pusio
Pisania pusio (nomeada, em inglês, Miniature Triton Trumpet, Miniature Trumpet Triton, Pisa Shell ou Pisan Lesser Whelk) é uma espécie de molusco gastrópode marinho, costeiro e predador, pertencente à família Pisaniidae (no século XX entre os Buccinidae, na subfamília Pisaniinae). Foi classificada por Linnaeus em 1758, nomeada Murex pusio, na sua obra Systema Naturae. É nativa do oeste do oceano Atlântico, em águas de clima tropical.

## Descrição da concha e hábitos
Concha com até pouco mais de 5 centímetros, de superfície lisa ou levemente estriada e de coloração variável, do castanho ou oliváceo ao alaranjado; podendo apresentar faixas claras com manchas de um marrom mais escuro. Apresentam espiral ligeiramente inchada e moderadamente alta e canal sifonal visível. Seu opérculo é córneo.
É encontrada em águas rasas, na zona entremarés, até os 63 metros, principalmente em áreas de recifes de corais e lagoas de recife; mas também em litorais de costões rochosos e habitats arenosos ou coralinos, se alimentando de crustáceos Cirripedia e outros pequenos animais.

## Distribuição geográfica
Pisania pusio ocorre no sudeste da Flórida (Estados Unidos), golfo do México e mar do Caribe; em Bermudas, Belize, Cuba, Jamaica, Porto Rico, Costa Rica, Panamá, ilhas Cayman, Pequenas Antilhas, ilha de San Andrés, nordeste da Colômbia, Venezuela e ilha de Ascensão, até o Brasil (do Pará até Santa Catarina e no atol das Rocas, Fernando de Noronha, Trindade e Martim Vaz, Arquipélago de São Pedro e São Paulo).